# Varvara Milenović
 (août 2022).
L'higoumènia Varvara (en serbe cyrillique : Варвара, nom séculier Danica Milenović, en serbe cyrillique : Даница Миленовић), née le 30 août 1910 à Radovci (Royaume de Serbie) et décédée le 21 mai 1995, était une religieuse de l'Église orthodoxe serbe et la plus célèbre abbesse du monastère de Lubostin, dans le diocèse de Krusevac. Elle était l'abbesse la plus célèbre du Monastère de Ljubostinja dans le  diocèse de Kruševac, dont elle a été la doyenne pendant 53 ans.

## Biographie
L'abbesse Varvara Danica Milenović est née le 30 août 1910  dans le village de Radovci, près d'Aleksinac. Elle a terminé l'école primaire dans sa ville natale. À l'âge de 18 ans, en 1928, elle rejoint le mouvement Bogomolych sous la direction de l'évêque de Žički, alors connu administrativement sous le nom de Nikolaj d'Ohrid-Bitola.
En 1930, elle reçoit la bénédiction de l'évêque et entre en Macédoine comme novice au monastère de la Nativité de la Bienheureuse Vierge Marie à Kališta, où l'archimandrite Père Rafaelo est nommé prêtre. Le samedi de Lazare 1934, avec la bénédiction de l'évêque Nikolaj , elle reçut le linceul monastique et prit le nom de Varvara.
En 1935, elle s'installa au monastère de Jovanja, niché dans la gorge d'Ovčarsko-Kablar. En 1938, avec la bénédiction de l'évêque Nikolaj, elle s'est installée à Čačak, où elle a travaillé dans un jardin d'enfants en tant que sœur de Saint-Jean, s'occupant d'enfants démunis, leur apportant nourriture, formation et éducation.
Au début de la guerre en 1941, elle s'est installée au Monastère de Ljubostinja. En 1943, elle a été nommée abbesse de ce monastère et, en 1949, le métropolite Josif l'a confirmée à ce poste. Grâce à son sens de l'organisation, elle a guidé la communauté monastique de  Ljubostinje pendant plus d'un demi-siècle.
Elle est décédée le 21 mai 1995 à l'âge de 84 ans et a été enterrée au monastère de Ljubostinja.

## Sources et références
1. ↑  (en-US) « Ljubostinja u sećanjima », sur SHINE magazin, 31 janvier 2020 (consulté le 27 août 2022)